# Артурас Гудаитис
Артурас Гудаитис (литв. Artūras Gudaitis; Клајпеда, 19. јун 1993) литвански је кошаркаш. Игра на позицији центра. 

## Каријера
Гудаитис се 2013. године прикључио првом тиму Жалгириса. Са овим клубом је провео наредне две сезоне и освојио два национална првенства и купа. На НБА драфту 2015. године је изабран као 47. пик од стране Филаделфија севентисиксерса. У јулу 2015. године прелази у екипу Лијетувос ритаса. У њиховом дресу је провео наредне две сезоне и освојио Куп краља Миндовга 2016. године. У септембру 2017. године је потписао уговор са Олимпијом из Милана. У екипи из Милана је провео наредне три сезоне и током тог периода је освојио једну титулу првака Италије као и два Суперкупа. У јулу 2020. је потписао за Зенит из Санкт Петербурга.  Услед Руске инвазије на Украјину, Гудаитис је у фебруару 2022. напустио Зенит. Након тога је прешао у италијански Наполи до краја сезоне. За сезону 2022/23. потписао је уговор са Панатинаикосом.
Био је члан репрезентације Литваније на Европском првенству 2017. године.

## Успеси

### Клупски
- Жалгирис:
  - Првенство Литваније (2) : 2013/14, 2014/15.
  - Куп Литваније (1) : 2015.
- Лијетувос ритас:
  - Куп краља Миндовга (1) : 2016.
- Олимпија Милано:
  - Првенство Италије (1): 2017/18.
  - Суперкуп Италије (2): 2017, 2018.